# Koncessziós Tanács
A Koncessziós Tanács a Szabályozott Tevékenységek Felügyeleti Hatóságáról szóló 2021. évi XXXII. törvény alapján 2021. november 19-én megalakult testület.

## Feladata
A 2021. évi XXXII. törvény III. fejezet alapján a Koncessziós Tanács feladata:
A koncesszióra vonatkozó jogszabályok alkalmazását elősegítendő iránymutatásokat, közleményeket, tájékoztatókat ad ki, útmutatót készít a jogorvoslati döntésekből a koncesszióköteles tevékenységek ellenőrzésének gyakorlatából levonható tapasztalatok alapján, valamint a koncessziókkal kapcsolatos gyakorlati tudnivalókról:
- a koncessziós szabályozás kialakítása tekintetében az arra jogosultnál javaslatot tesz jogszabály kiadására, módosítására, hatályon kívül helyezésére,
- folyamatosan figyelemmel kíséri a koncesszióra vonatkozó jogszabályok alkalmazását,
- kapcsolatot tart a koncesszió, illetve koncessziós eljárások szabályozását, az egyes koncessziók odaítélését ellátó külföldi szervekkel, hatóságokkal,
- figyelemmel kíséri a koncessziós eljárások és a koncessziós szerződések teljesítését,
- vezeti az egyes koncessziókkal kapcsolatos, a Szabályozott Tevékenységek Felügyeleti Hatósága elnökének rendeletében foglalt hatósági nyilvántartásokat.

## Tagjai
- elnök: Biró Marcell, a Szabályozott Tevékenységek Felügyeleti Hatósága elnöke
- alelnök: Rigó Csaba Balázs a Gazdasági Versenyhivatal elnöke
- tagok: Gonda Bence a Szabályozott Tevékenységek Felügyeleti Hatósága stratégiai elnökhelyettese, Kovács László a Közbeszerzési Hatóság elnöke, Murányi Ernő az MVM Zrt. Igazgatóság tagja, Nagy László.

## Tevékenysége
2022. május 6. A Szabályozott Tevékenységek Felügyeleti Hatósága által a Koncessziós Tanács számára készített összehasonlító vizsgálata alapján a Koncessziós Tanács megtárgyalta az M5 és M6 autópályákra vonatkozó 1994-ben, illetve 2006-2008 között kötött koncessziós szerződéseket. Megállapította, hogy azok jelentősen eltérnek a nemzetközi gyakorlatban kialakított jó megoldásoktól, melynek következtében az állam valamint a magyar adófizetők érdekei jelentősen sérülnek. Javasolták a szerződések feltételeinek újratárgyalását.